# Brakefieldia ubenica
Brakefieldia ubenica is een vlinder uit de familie van de Nymphalidae, uit de onderfamilie van de Satyrinae. De soort is voor het eerst wetenschappelijk beschreven als Henotesia ubenica door Friedrich Thurau in een publicatie uit 1903.

## Verspreiding
De soort komt voor in Congo-Kinshasa, Oeganda, Rwanda, Burundi, Tanzania, Zambia, Malawi en Mozambique.

## Habitat
In Tanzania vliegt de vlinder tussen 1300 en 2300 meter hoogte in bergweiden, open plekken in het bos, loofbossen en bosranden. 

## Ondersoorten
- Brakefieldia ubenica ubenica (Thurau, 1903) (Zuid-Tanzania, Zambia, Malawi, Mozambique)
  - = Heteropsis ubenica ubenica (Thurau, 1903)
- Brakefieldia ubenica mahale (Kielland, 1994) (Mahalegebergte in West-Tanzania)
  - = Henotesia ubenica mahale Kielland, 1994
  - = Heteropsis ubenica mahale (Kielland, 1994)
- Brakefieldia ubenica ugandica (Kielland, 1994) (Oost-Congo-Kinshasa, West-Oeganda, Rwanda, Burundi, Noordwest-Tanzania)
  - = Henotesia ubenica ugandica Kielland, 1994
  - = Heteropsis ubenica mahugandicaale (Kielland, 1994)
- Brakefieldia ubenica uzungwa (Kielland, 1994) (Zuidwest-Tanzania)
  - = Henotesia ubenica uzungwa Kielland, 1994
  - = Heteropsis ubenica uzungwa (Kielland, 1994)